# Don DeFore

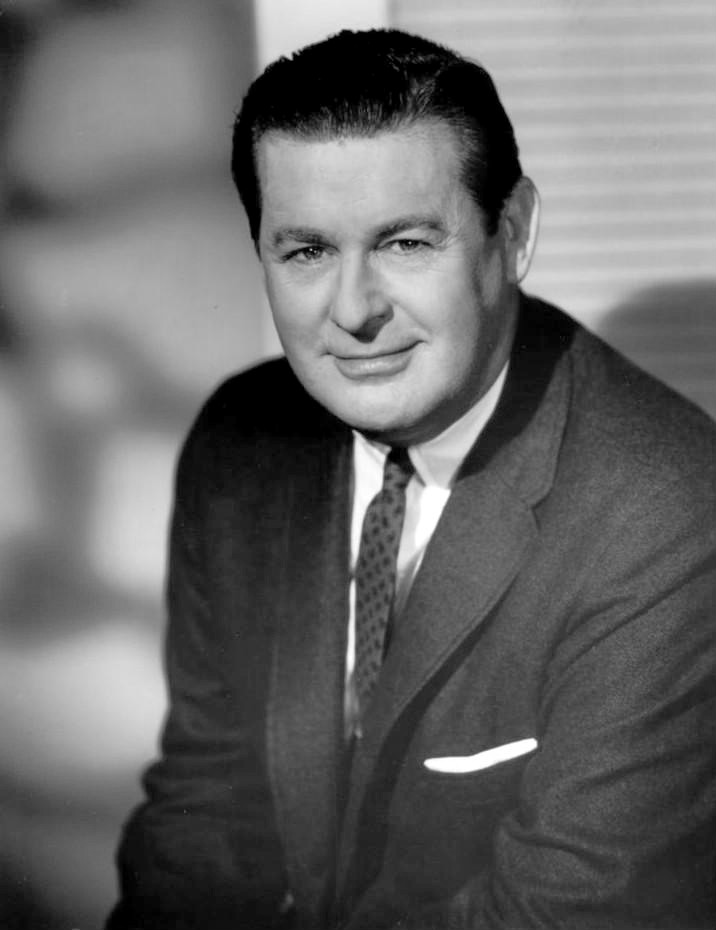
Don DeFore, 1962.

Don DeFore, född 25 augusti 1913 i Cedar Rapids, Iowa, död 22 december 1993 i Santa Monica, Kalifornien, var en amerikansk skådespelare.

## Biografi
För den amerikanska TV-publiken blev han känd för sina återkommande roller i serierna The Adventures of Ozzie & Harriet och Hazel. DeFore har en stjärna för arbete inom television på Hollywood Walk of Fame vid adressen 6804 Hollywood Blvd.

## Filmografi i urval
- 1942 – Än lever Adam
- 1943 – Hjältar dö aldrig
- 1944 – 30 sekunder över Tokio
- 1945 – Susans kärleksaffärer
- 1947 – Hämndens herre
- 1947 – Luffar-miljonären på 5:e avenyn
- 1948 – På kryss till Rio
- 1950 – Mörk stad
- 1958 – Tid att älska, dags att dö
- 1960 – På vift fast gift

## Teater
| År   | Roll                      | Produktion            | Regi            | Teater                     |
| ---- | ------------------------- | --------------------- | --------------- | -------------------------- |
| 1951 | Clark Redfield Mexikanare | Dream Girl Elmer Rice | Morton Da Costa | City Center, New York, USA |